# Consignor
Consignor, tidligere kendt som EDI-Soft, er en norsk ejet koncern, der udvikler og sælger computerprogrammer til transportadministration (TA) og elektronisk dataudveksling (EDI). Det vil sige, at Consignor sælger software til virksomheder, der sender pakker og gods. Softwaren hedder, ligesom virksomheden selv, Consignor og er et såkaldt multi-carrier parcel management system, med andre ord, en platform som gør det muligt at sende pakker og gods med mange forskellige transportører i ét system. Consignor har et af de største tranportørbiblioteker i branchen.
Selskabet blev grundlagt af Peter Tang Thomsen i 1997 med en idé om at udvikle og markedsføre transportrelaterede EDI-løsninger, som var bedre, hurtigere og mere fleksible end dem, som allerede fandtes på markedet. Datidens softwareløsninger var som oftest udviklet af transportørerne selv, og det var vanskeligt at navigere mellem systemerne, hvis man brugte flere forskellige transportører.
Den dagligt drift sker gennem de nationale datterselskaber i Norge, Sverige, Finland, Rumænien, Danmark, Storbritannien og Kina. Datterselskabet i Rumænien arbejder kun med produktudvikling og programmering.
Selskabets første generation TA-software hed Winedi, som i 2008 blev overtaget af den nye generation af TA-software med navnet Consignor.
Virksomheden skiftede per 1/1/2016 navn fra EDI-Soft til Consignor.